# Beethovenstraat
De Beethovenstraat is een straat in Amsterdam-Zuid.

## Ligging en Geschiedenis
De straat kreeg per raadsbesluit van 22 april 1925 haar naam, een vernoeming naar de componist Ludwig van Beethoven, op 18 december 1953 werd ze opnieuw gedefinieerd in verband met uitbreiding van de stad. Ten oosten van de Beethovenstraat zijn meerdere straten vernoemd naar componisten. Aan het zuideinde doorsnijdt ze de Zuidas waar ook openbare ruimten vernoemd zijn naar componisten.
De straat begint op de zuidoever van het Noorder Amstelkanaal. Met de Timo Smeehuijzenbrug heeft hij verbinding met de J.M. Coenenstraat. Ze heeft belangrijke kruisingen met de Apollolaan, Gerrit van der Veenstraat, Stadionweg. Ze hield oorspronkelijk op bij het Zuider Amstelkanaal met haar Stadionkade. In 1939/1940 werd brug 417 over dat kanaal gebouwd en kon de Beethovenstraat verlengd worden, al kwam er pas in de jaren 50 bebouwing richting Zuidelijke Wandelweg. Na het dijklichaam van Rijksweg 10 ging de straat oorspronkelijk over in de Van Leijenberghlaan. Het toenmalige stadsdeel Zuideramstel besloot het stuk tussen de viaducten en de De Boelelaan vanwege betere naamsbekendheid ook Beethovenstraat te noemen. Dat leverde weinig problemen, omdat hier geen huizen of bedrijven stonden.
Het begin van de straat (tussen Apollolaan en Stadionweg) staat bekend als een chique winkelstraat waar onder meer relatief luxueuze modezaken gevestigd zijn. Tussen de Stadionkade/Dopperkade en rijksweg/ringweg vormde ze enige tijd de westgrens van het Beatrixpark.
De actrice Fien de la Mar woonde in deze straat en sprong op Paaszondag 18 april 1965 van 2 hoog uit het raam.

## Gebouwen
Doordat de verlenging van de straat in fasen verliep is de bebouwing te onderscheiden in diverse bouwstijlen. Het begin van de straat (tot aan de Stadionkade) is veelal gebouwd in de stijl van de Amsterdamse School en het nieuwe bouwen. Zij wordt gevolgd door architectuur uit de jaren 50 en 60; ten zuiden van de rijksweg/ringweg is de architectuur 21e-eeuws.
Zie verder:Lijst van gebouwen aan de Beethovenstraat

## Kunstwerken
De straat kent diverse kunstwerken zowel artistiek als bouwkundig, maar ook een combinatie daarvan. Van noord naar zuid zijn te vinden:
- Timo Smeehuijzenbrug (artistiek en bouwkundig) over het Noorder Amstelkanaal met beeldhouwwerk van Hildo Krop en Piet Kramer
- Verzetsmonument Apollolaan (artistiek) van Jan Havermans op de kruising met de Apollolaan
- The Regenerator (artistiek) van Marina Abramović op de kruising met de Gerrit van der Veenstraat
- Gevelstenen van Theo Vos (artistiek) aan de gevels van de gebouwen 11 tot en met 27
- Joep Langebrug (artistiek en bouwkundig) met beeldhouwwerk van Hildo Krop en Piet Kramer
- Brug 864 en brug 866 (bouwkundig) bij de Strawinskylaan
- de Beethovenbruggen (bouwkundig) bestaande uit de Beethovenbrug (twee viaducten in de Rijksweg 10), Beethovenspoorbrug en Beethovenmetrobrug (voorheen brug 1636)
- een duiker in de De Boelegracht.

## Openbaar vervoer
Sinds 1929 rijdt tramlijn 24 van de J.M. Coenenstraat tot de Stadionweg door de straat. In 1978 is lijn 5 erbij gekomen, deze berijdt ook het gedeelte tussen Stadionweg en Strawinskylaan. Afgezien van nachtbussen rijden er sinds december 1990 geen buslijnen meer.

## Afbeeldingen

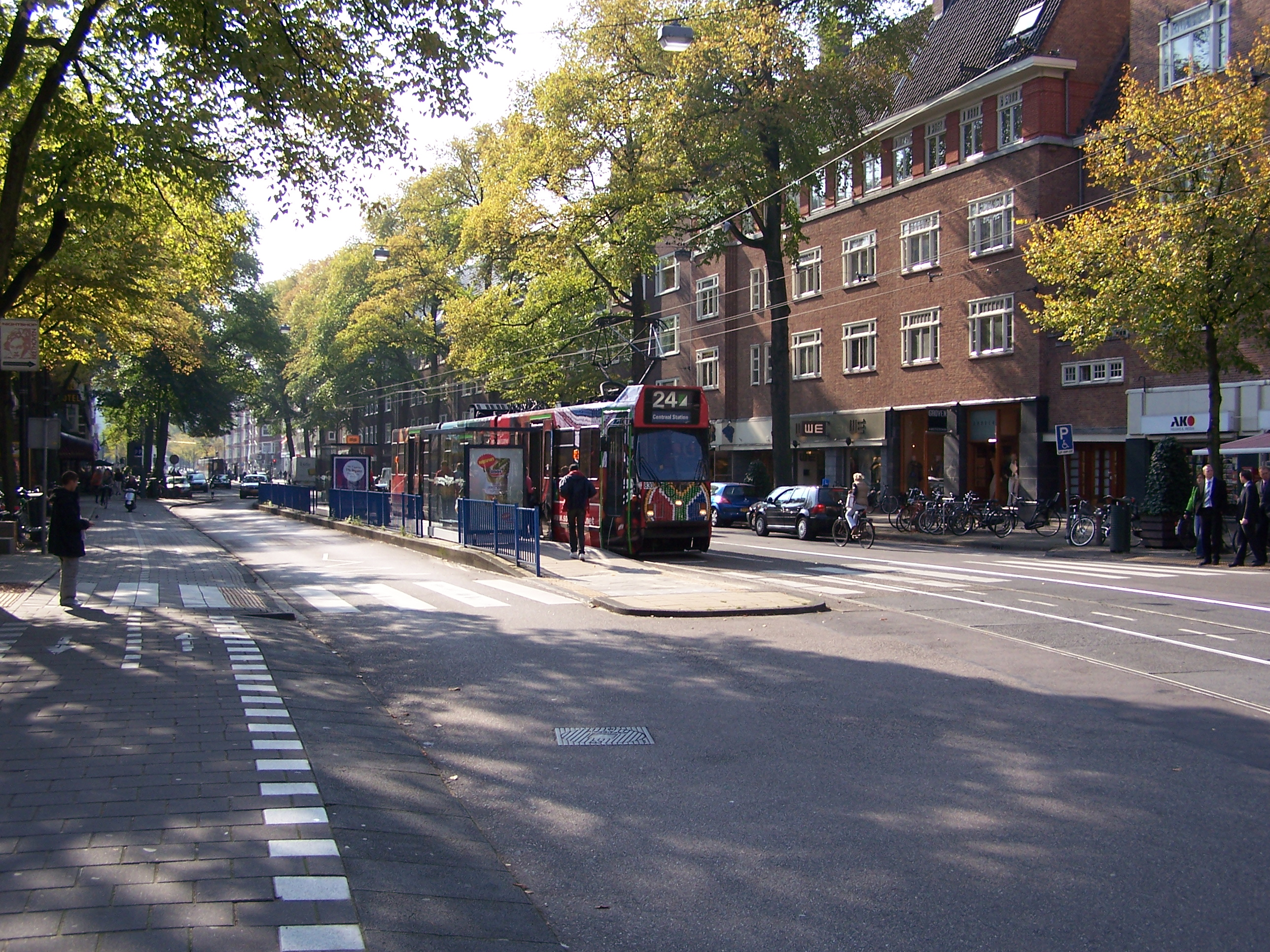
Tram 24 bij halte Gerrit van der Veenstraat, oktober 2005
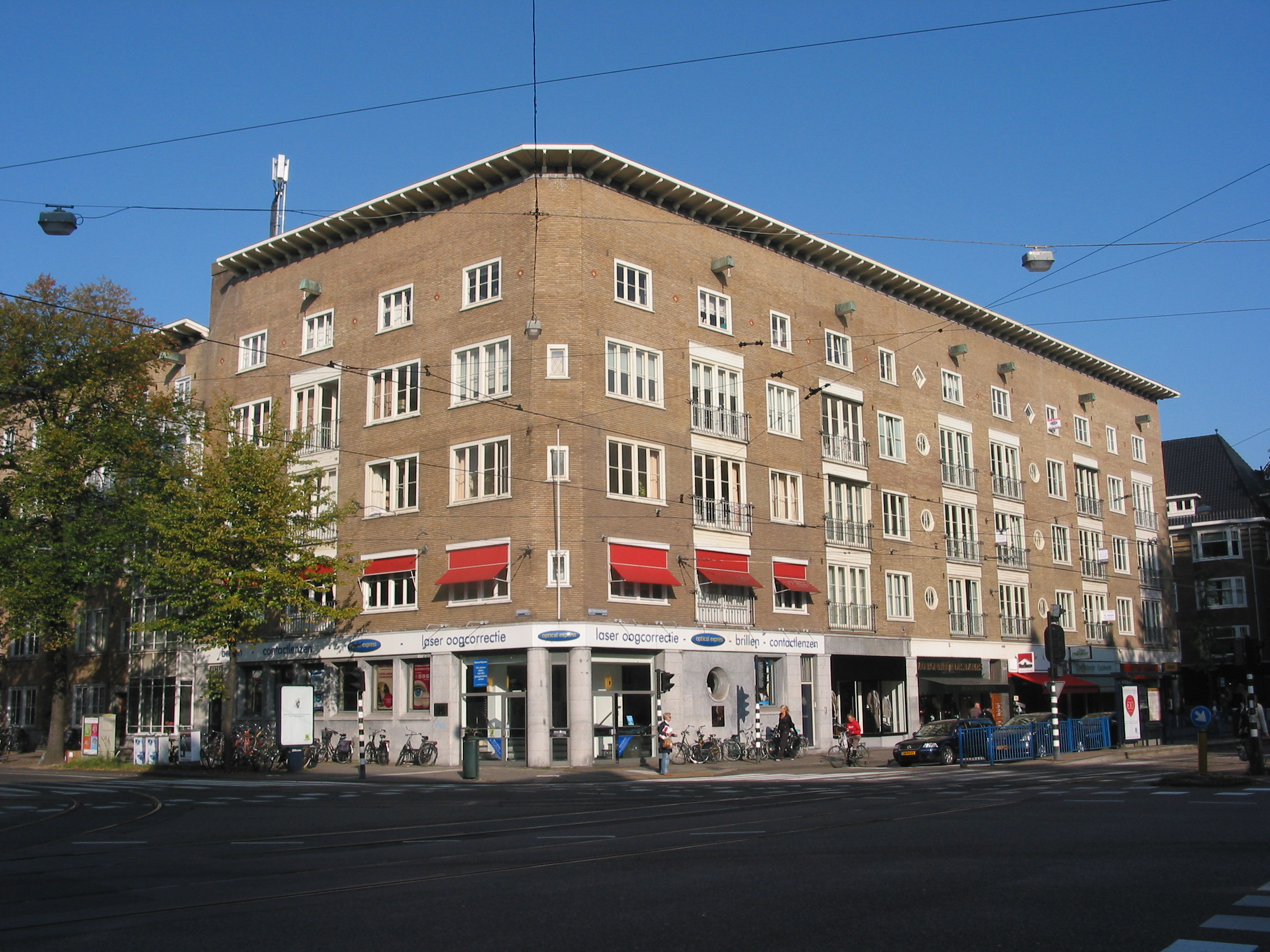
kruising Beethovenstraat / Stadionsweg - foto van Vincent Steenberg, september 2008
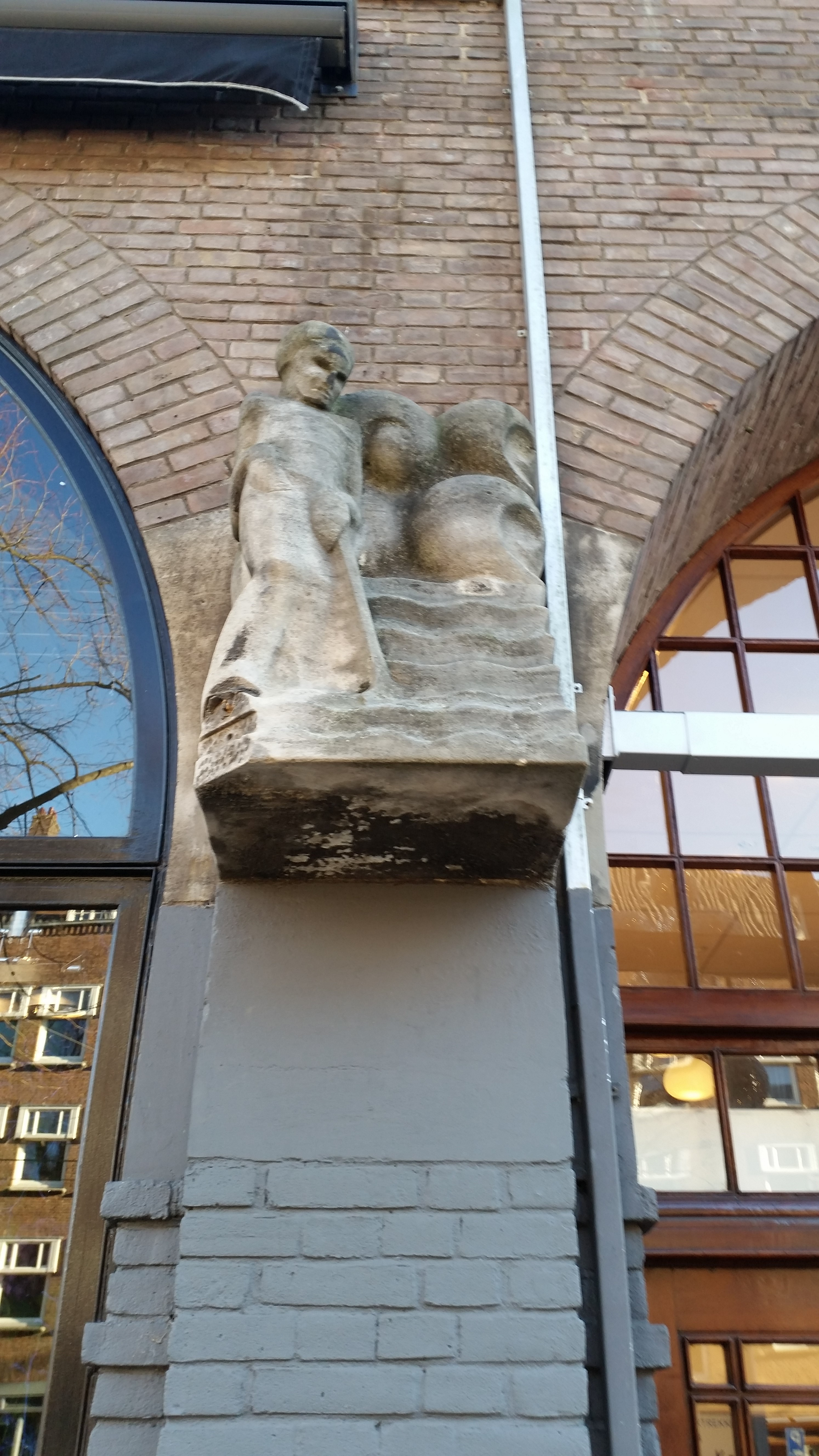
gevelbeeld van Theo Vos c. 1920-35, januari 2019
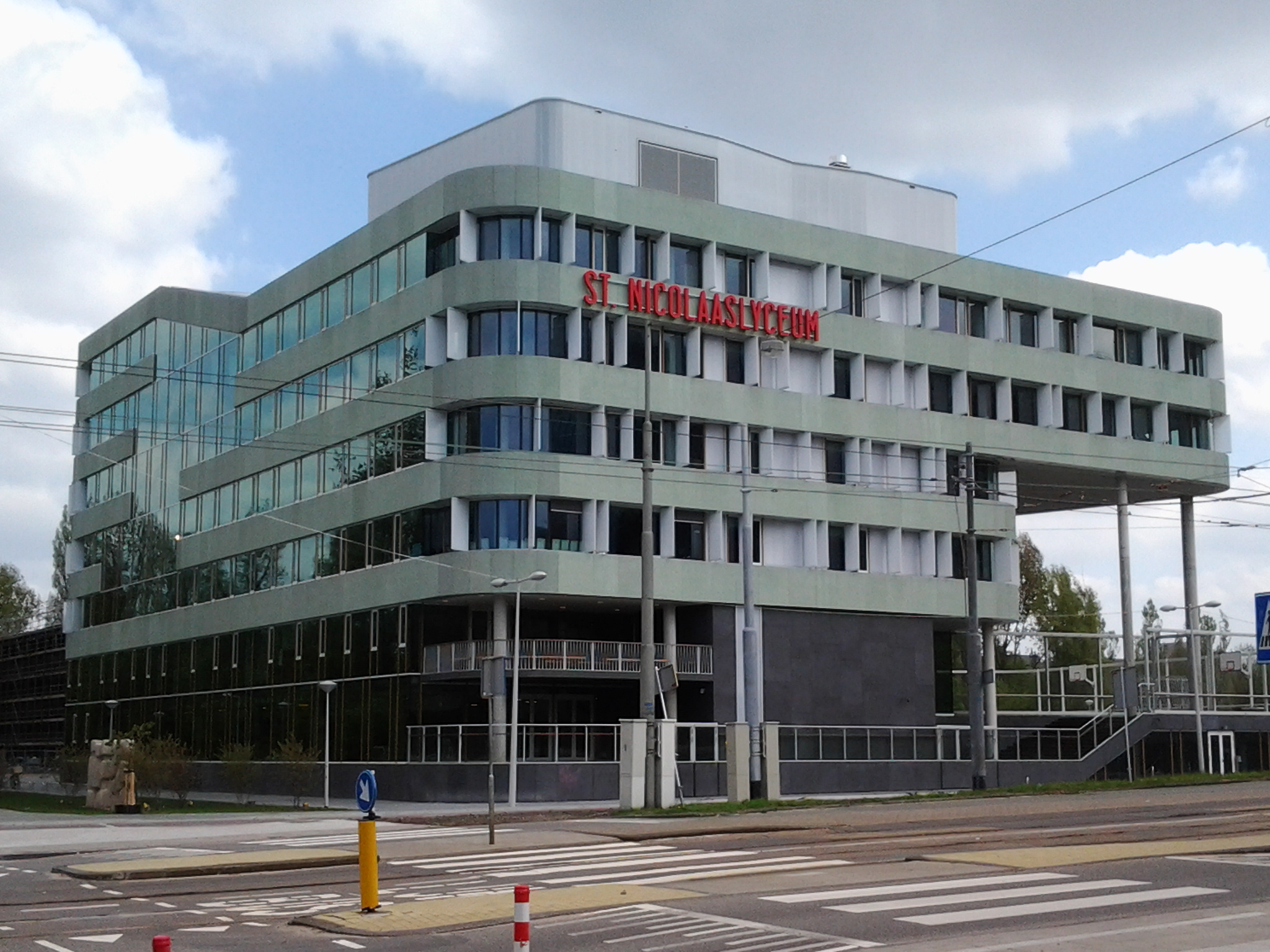
Het St-Nicolaaslyceum, op de hoogte van de Prinses Irenestraat (dicht bij de Ring), mei 2013
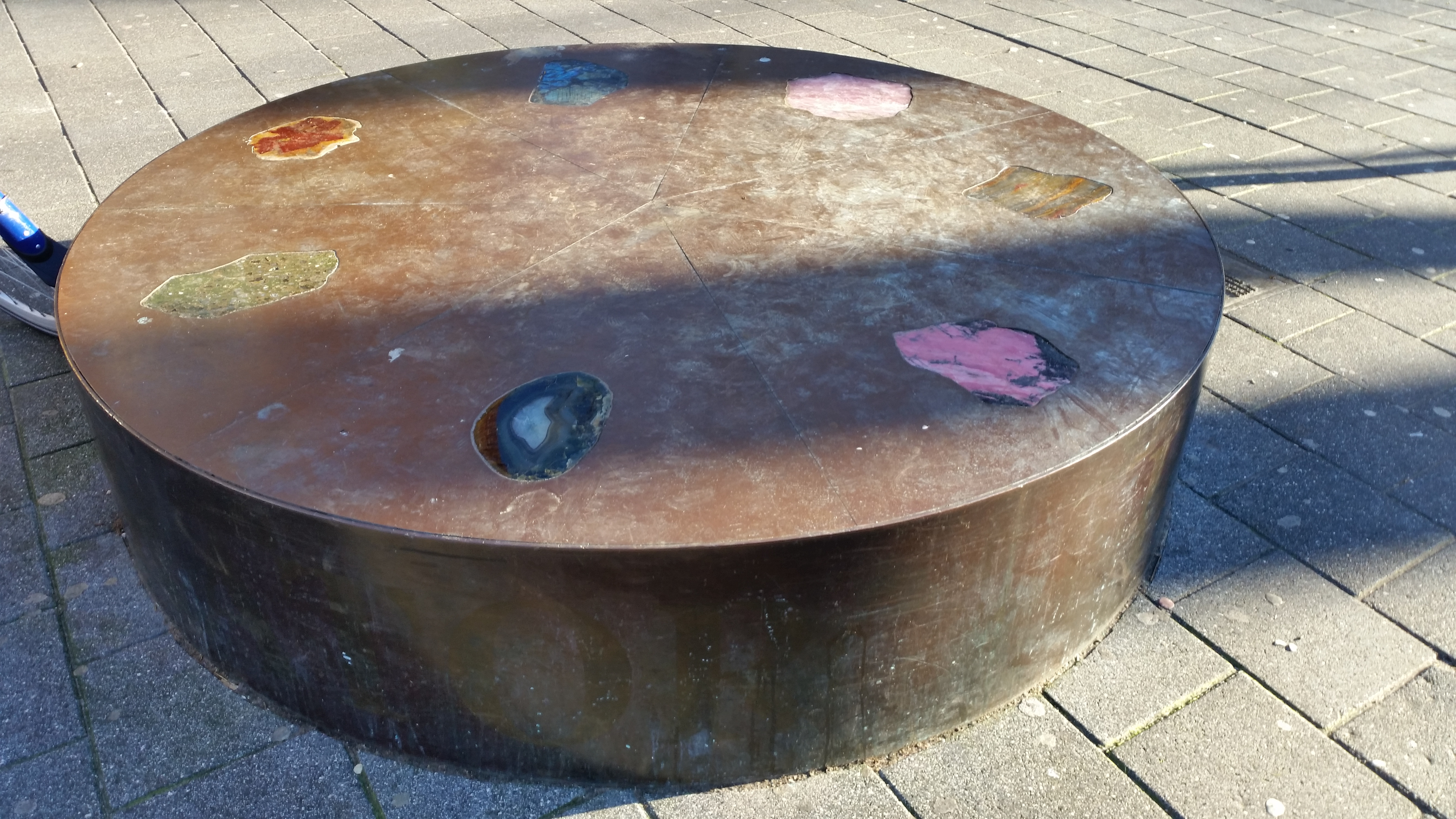
'The Regenerator' van Marina Abramovic, c. 2001, januari 2019